# Stygodiaptomus kieferi
Stygodiaptomus kieferi is een eenoogkreeftjessoort uit de familie van de Diaptomidae. De wetenschappelijke naam van de soort is voor het eerst geldig gepubliceerd in 1981 door Petkovski.